# Casal Camprodoní
El Casal Camprodoní és una entitat de Camprodon, al Ripollès, fundada el 1883.
Inicialment actuava com a casino, on la burgesia barcelonina es reunia, jugava a cartes i feia teatre. Amb el temps, el Casal Camprodoní va ser cedit i obert a tot el poble fins a convertir-se en una entitat cultural amb activitats de cant coral, futbol i teatre, però l'espina dorsal és el cinema, una activitat que ofereix als seu socis més de 500 pel·lícules d'estrena a un preu reduït.
L'any 2014 van haver d'abordar el problema de canviar el projector analògic de 35 mil·límetres per un de digital. Van buscar patrocinadors, ajuts de l'Ajuntament, dels socis i fins i tot van realitzar un projecte de micromecenatge que no va aconseguir els seus resultats. Finalment, l'any 2016, la Fundació Germans Vila Riera va fer l'aportació necessària per a la reconversió tecnològica que assegurava la continuïtat de l'activitat central de l'entitat.